# 國家工業大樓
國家工業大樓（烏克蘭語：Держпром）或稱為工業宮，是一座位於烏克蘭哈爾科夫自由广场的構成主義風格的摩天大樓，該建築於1928年建成後，成為蘇聯第一座現代摩天大樓。其名稱是兩個詞的縮寫，結合在一起意為國家工業。
鑒於被視為20世紀上半葉現代主義建築中獨特的案例，國家工業大樓已被列入聯合國教科文組織世界遺產名錄或暫定名錄中。

## 沿革
國家工業大樓最初是在哈爾科夫（烏克蘭蘇維埃社會主義共和國的首都）時期所設計的幾個標誌性項目之一。它由建築師塞爾蓋·謝拉菲莫夫、塞繆爾·克拉韋茨和馬克·費爾格在短短三年內建成。1925年3月21日，烏克蘭經濟委員會會議上提交了一份報告，其中解釋了為管理蘇聯工業的組織建造辦公樓的經濟效益。有人提議盡快組織這樣的建設，以便在1925年的施工季節就開始籌備工作。在摩天大樓中的計畫，他們決定設立“哈爾科夫市國有工業建築建設和營運聯合公司，其中包括22家國家信託公司、蘇聯工業銀行等都將進駐於此。
1926年的春天，由於財務上的困難，政府曾一度決定停止該建設項目。隨後，國家工業建設的負責人帕夫洛·羅特特（Pavlo Rottert）前往莫斯科，在那裡他成功地為這項建設尋求到费利克斯·捷尔任斯基的支持。1926年3月，大樓正式復工，並於同年8月決定以非常規的方式進行資金籌措。1926年7月20日，捷爾任斯基去世後，大樓的建設者和技術人員舉行了一次集會，以捷爾任斯基的名字命名這座大樓。1926年11月21日，大樓正式命名為「捷爾任斯基大廈」；然而，後來，考慮到它所在的廣場名為「澤爾任西基」，因此採用了現代名稱。
「第一座蘇聯摩天大樓」的盛大開幕式最終於1928年11月7日舉行。以紀念十月革命十一周年，在完工時成為當時世界上最寬敞的建築之一，直到1930年代被紐約的摩天大樓超越。該建築的獨特之處在於對稱，只有在廣場中心的一個區域才能感受到。
此外，建築的創新之處在於完全使用混凝土建造，以及頂層人行道和相互連結的獨立塔的系統。評論家雷納·班漢姆在他的《第一個機器時代的理論和設計》一書中，將這座建築視為1920年代最重要的建築成就之一，僅可與包豪斯和鹿特丹的范內勒工廠相比。這使得這座建築在第二次世界大戰期間免於遭受任何破壞。不過由於一系列的拆毀和縱火，該建築部分受損：包括門、鑲木地板和窗框。
自落成以來，國家工業大樓的建築群曾被用作現代性的象徵，出現在電影中，例如吉加·維爾托夫的《關於列寧的三首歌曲》和谢尔盖·米哈依洛维奇·爱森斯坦的《舊與新》。然而，在1934年烏克蘭首都遷至基輔、蘇聯在建築風格上擁護斯大林式建筑而否定建構主義，二戰之後，這座建築的聲名逐漸被淡忘。其一座塔樓在戰後被用作電視中心，其屋頂上還建造了一座電視中繼塔。
2001 年，為紀念哈爾科夫建市350週年，計劃於2011年開始重建國家工業大樓，國家工業大樓的重建工程自2001年以來使用現代方法進行，2018年9月，建築外立面的重建工作完成，同時還計劃更換大樓內的工程通訊和電梯。
目前，國家工業大樓是哈爾科夫最大的辦公場所之一，由國有和私營公司和組織租用（總共約300名租戶）。區域國家行政部門、商業法院等的分支機構。這座摩天大樓也是地區電視台的所在地，通過安裝在最高建築物上方的電視塔進行廣播。

## 建築結構

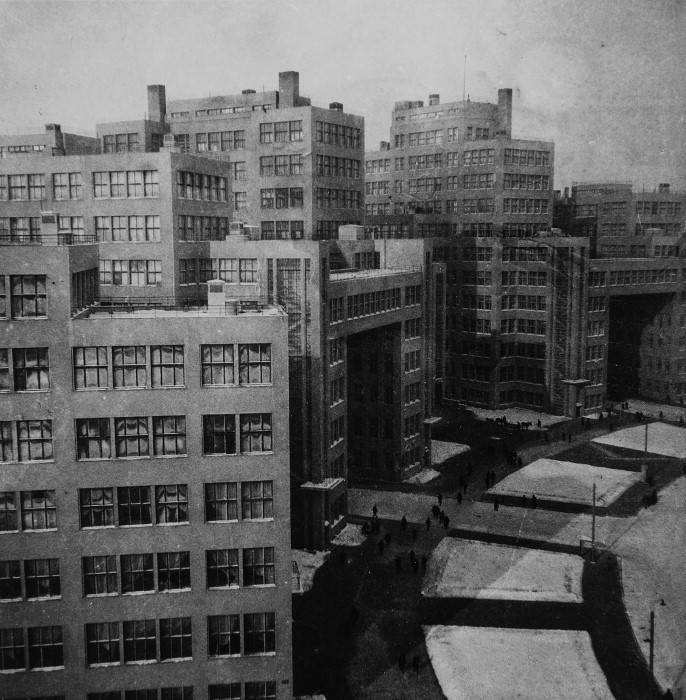
落成初期的國家工業大樓
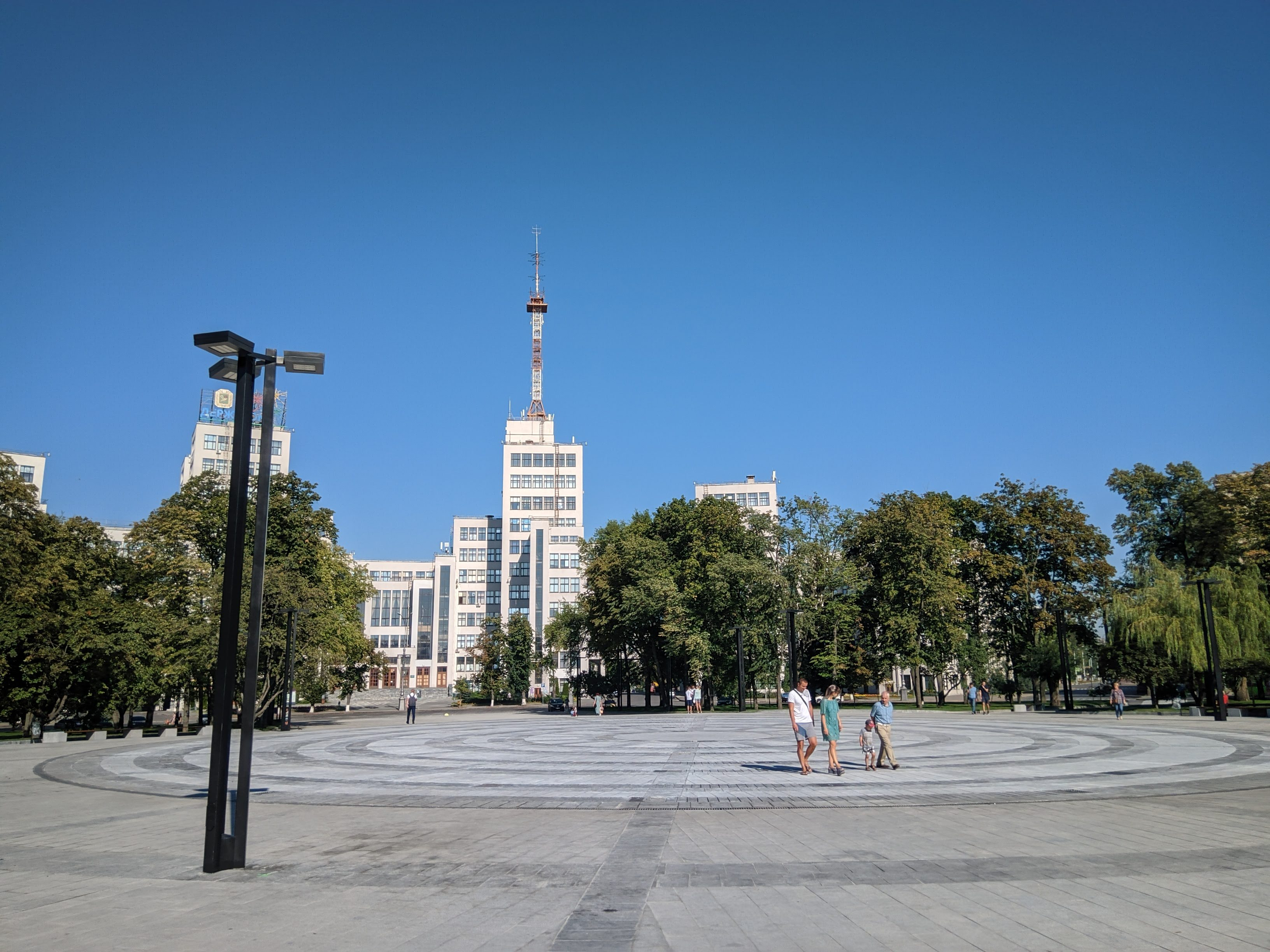
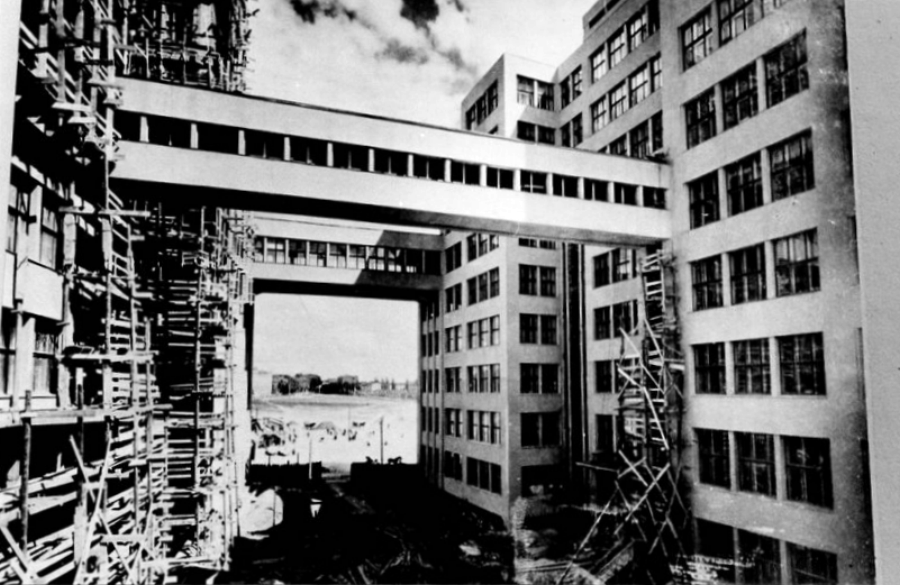
連結建築的橋樑、1928年所攝

國家工業大樓高度為63公尺。在1955年增加電視塔後，該建築物的高度達到了108公尺。其大樓的辦公區面積為60,000平方公尺；底部面積為10,760平方公尺。大廈的建造成本共耗費了約9百萬盧布。在最初建造時，工人實際上通過使用原始工具，如鏟子、轆轤車等工具以手工建造的。但隨後透過機械化的建造技術。使5,000名工人採取三班制下參與了建造。並使用了1315車水泥，9,000噸金屬，2,700車花崗石和40,000平方公尺的玻璃作為結構材料，此外，在哈爾科夫衛生局的推薦下，所有的門把手都用銅製成，這種材料在當時認為具有抗菌特性，可以殺死微生物。
室內的牆壁、窗戶、門把手等都裝飾有一個獨特的浮雕，上面寫著DHP（ДГП），意為工業宮殿（Дом Государственной Промышленности）。連接建築物三部分的橋樑長度為26公尺。12部原始電梯中有7部自1928年以來未更換過，仍在運行。目前第五個入口有一個建於1980年的博物館，專門用於紀念這座建築和哈爾科夫作家Z·兹沃尼茨基（Z·Zvonytsky）。
工業大樓的建築具有國際建構主義，其形式為工業化。在建築設計上具有很高的審美潛力和功能；並包括提供功利主義作為烏克蘭工業管理活動的場所、意識形態以揭示工業化作為一種進步現象的想法，試圖成為新時代和工業化的象徵。
同時，建築物在城市空間結構佔有主導地位；並充分展現連接廣場和城市的空間；廣場和城市的分界。

## 外部連結
- 1930s photographs by Robert Byron  （页面存档备份，存于）
- Article on the building （页面存档备份，存于） （俄語）
- View during the war
- Photos by Luftwaffe pilots during World War II, some of the Derzhprom building （页面存档备份，存于）
- Photo of the Derzhprom building （页面存档备份，存于）
- Derzhprom/Gosprom building, photographs by Georges Dedoyard and others （页面存档备份，存于）, Canadian Centre for Architecture (digitized items （页面存档备份，存于）)

50°0′23″N 36°13′38″E / 50.00639°N 36.22722°E